# آب‌انبار خسروآباد
آب‌انبار خسروآباد مربوط به دوره قاجار است و در شهرستان داورزن، روستای خسروآباد واقع شده و این اثر در تاریخ ۱۶ اسفند ۱۳۸۴ با شمارهٔ ثبت ۱۴۳۷۰ به‌عنوان یکی از آثار ملی ایران به ثبت رسیده‌است.